# Список стран Латинской Америки по минимальному размеру оплаты труда
В этом списке представлена информация о минимальном размере оплаты труда в странах Латинской Америки. В большинстве стран минимальный размер оплаты труда фиксируется в расчёте на месяц, но есть страны, где минимальная оплата труда фиксируется недельной, дневной или почасовой ставкой. Указанная минимальная заработная плата относится к валовой сумме, то есть до вычета налогов. Самый высокий минимальный размер оплаты труда в Латинской Америки (на 2019 год) — в Коста-Рике 309143.36 колон ($531.88), а самый низкий в Венесуэле 250000 VES ($3.51).
Страны обозначенные на карте синем цветом имеют минимального размера оплаты труда - в диапазоне от $400 и выше, оранжевым - от $200 до $400 евро, красным - ниже $200. Страны обозначенные на карте фиолетовым цветом не имеют минимального размера оплаты труда.

## Минимальный размер оплаты труда по латиноамериканским странам
| Страна                   | Минимальный размер оплаты труда в месяц ($ США) | Минимальный размер оплаты труда в месяц в национальной валюте | Почасовая ставка | Год  |
| ------------------------ | --- | --- | ---------------- | ---- |
| Антигуа и Барбуда        | $3.03 в час | EC$8.20 в час |                  | 2019 |
| Аргентина                | $320.42 | 32000 песо |                  | 2021 |
| Багамские Острова        | $5.25 в час, $42 в день и $210 в неделю. | B$5.25 в час, B$42 в день и B$210 в неделю. |                  | 2019 |
| Барбадос                 | $3.13 в час. | BDS$6.25 в час. |                  | 2019 |
| Белиз                    | $1.65 в час | BZ$ 3.30 в час |                  | 2019 |
| Боливия                  | $313.61 | 2164 боливиано |                  | 2021 |
| Бразилия                 | $217.52 | 1212 реалов |                  | 2022 |
| Венесуэла                | $2.48 | 7000000 VES |                  | 2021 |
| Гаити                    | $2.55 в день для домашних работников отрасль сегмента E; $3.93 в день для отраслей сегмента С; $4.49 в день для отраслей сегмента B; $4.49 гурдов в день для отраслей сегмента G; $4.49 гурдов в день для отраслей сегмента H; $5.10 гурдов в день для отраслей сегмента F; $5.61 в день для отраслей сегмента А.                  | 250 гурдов в день для домашних работников отрасль сегмента E; 385 гурдов в день для отраслей сегмента С; 440 гурдов в день для отраслей сегмента B; 440 гурдов в день для отраслей сегмента G; 440 гурдов в день для отраслей сегмента H; 500 гурдов в день для отраслей сегмента F; 550 гурдов в день для отраслей сегмента А.                                                                                |                  | 2019 |
| Гайана                   | $212.06 в месяц, $1.22 в час. $308.02 в месяц для государственных служащих. | G$44200 в месяц, G$255 в час. G$64200 в месяц для государственных служащих. |                  | 2019 |
| Гватемала                | $10.89 в день для рабочих в сельскохозяйственных и несельскохозяйственных сферах. $9.96 в день для рабочих на фабриках экспортного сектора. Наёмные работники также получают обязательный ежемесячный бонус в $33.26, а так же два обязательных годовых бонуса и рождественский бонус, каждый эквивалентен зарплате за один месяц. | 81.87 кетсальей в день для рабочих в сельскохозяйственных и несельскохозяйственных сферах. 74,89 кетсальей в день для рабочих на фабриках экспортного сектора. Наёмные работники также получают обязательный ежемесячный бонус в 250 кетсальей, а так же два обязательных годовых бонуса и рождественский бонус, каждый эквивалентен зарплате за один месяц.                                                   |                  | 2017 |
| Гондурас                 | Варьируется в зависимости от сектора и количества работников от $292.27 до $554.57 | Варьируется в зависимости от сектора и количества работников от 7033.88 лемпир до 13346.47 лемпир |                  | 2021 |
| Гренада                  | Минимальный размер оплаты труда установлен по профессиям; например, минимальная заработная плата для домашних работников, составляет $1.48 в час и $268.27 в месяц, а для охранника - $2.96 в час | Минимальный размер оплаты труда установлен по профессиям; например, минимальная заработная плата для домашних работников, составляет EC$4.00 в час и EC$725 в месяц, а для охранника - EC$8.00 в час. |                  | 2017 |
| Доминика                 | От $1.48 в час до $2.03 в час. | От EC$4.00 в час до EC$5.50 в час. |                  | 2019 |
| Доминиканская Республика | В крупных компаниях - $336.44 в месяц; в средних компаниях - $231.30; в малых компаниях песо - $204.96; $6.12 в день для сельскохозяйственных рабочих, которые покрываются правилами минимальной заработной платы на основе 10-часового рабочего дня.                                                                              | В крупных компаниях (стоимость которых превышает 4 мил. песо) - 17610 песо в месяц; в средних компаниях (стоимость которых составляет от 2 мил. песо до 4 мил. песо) - 12107 песо; в малых компаниях (стоимость которых не превышает 2 млн. песо) - 10728; 320.40 песо в день для сельскохозяйственных рабочих, которые покрываются правилами минимальной заработной платы на основе 10-часового рабочего дня. |                  | 2019 |
| Колумбия                 | $262.51 | $908526 песо |                  | 2021 |
| Коста-Рика               | $519.43 | 317915.58 колон |                  | 2021 |
| Куба                     | $15 | 400 песо |                  | 2019 |
| Мексика                  | В зависимости от территории и отрасли от $8,47 до $10,91 в день в основной части страны и $12,76 в день вдоль границы Мексики с США, которая имеет особый экономический статус, северной пограничной свободной зоны, состоящей из муниципалитетов, граничащих с США.                                                               | В зависимости от территории и отрасли от 172,87 песо до 222,67 песо в день в основной части страны и 260,34 песо в день вдоль границы Мексики с США, которая имеет особый экономический статус, северной пограничной свободной зоны, состоящей из муниципалитетов, граничащих с США. |                  | 2022 |
| Никарагуа                | От $133.57 до $278.21 | От 4487.41 кордоба до 9346.59 кордоба |                  | 2018 |
| Панама                   | В Панаме нет единой минимальной заработной платы для всей страны, она устанавливается для каждого района, сектора, отрасли и в зависимости от количества рабочих часов в неделю (40, 44, 45 или 48 часов). $1.55 - $4.67 в час в зависимости от региона, сектора и количества рабочих часов в неделю.                              | 1.55 до 4.67 бальбоа в час |                  | 2020 |
| Парагвай                 | $332.51 | 2289324 гуарани |                  | 2021 |
| Перу                     | $275.54 | 930 новых соль |                  | 2018 |
| Сальвадор                | От $243.46 до $365.00 | От $243.46 до $365.00 |                  | 2021 |
| Сент-Китс и Невис        | $3.33 в час | EC$9.00 в час |                  | 2019 |
| Тринидад и Тобаго        | $2.58 в час. | TT$17.50 в час. |                  | 2019 |
| Уругвай                  | $434.14 | 19364 песо |                  | 2022 |
| Чили                     | $414,06 | 350000 песо |                  | 2022 |
| Эквадор                  | $425 | $425 |                  | 2022 |
| Ямайка                   | $52.11 в неделю, охранники - $67 в неделю | 7000 долларов в неделю, охранники - 9700 в неделю |                  | 2018 |

## Страны Латинской Америки, не имеющие установленного минимального размера оплаты труда
- Сент-Винсент и Гренадины
- Сент-Люсия
- Суринам